# Monts Vtáčnik
Pour les articles homonymes, voir Vtáčnik.
 (mars 2024).
Si vous disposez d'ouvrages ou d'articles de référence ou si vous connaissez des sites web de qualité traitant du thème abordé ici, merci de compléter l'article en donnant les références utiles à sa vérifiabilité et en les liant à la section « Notes et références ».
Les monts Vtáčnik (prononciation slovaque : [ˈftaːt͡ʃɲɪk]) sont un massif montagneux du centre de la Slovaquie qui fait partie des Carpates occidentales.

## Situation
Les monts Vtáčnik sont limités au nord et à l’ouest par la vallée de la Nitra, à l’est par la vallée du Hron et au sud par les monts Tribeč.

## Principaux sommets

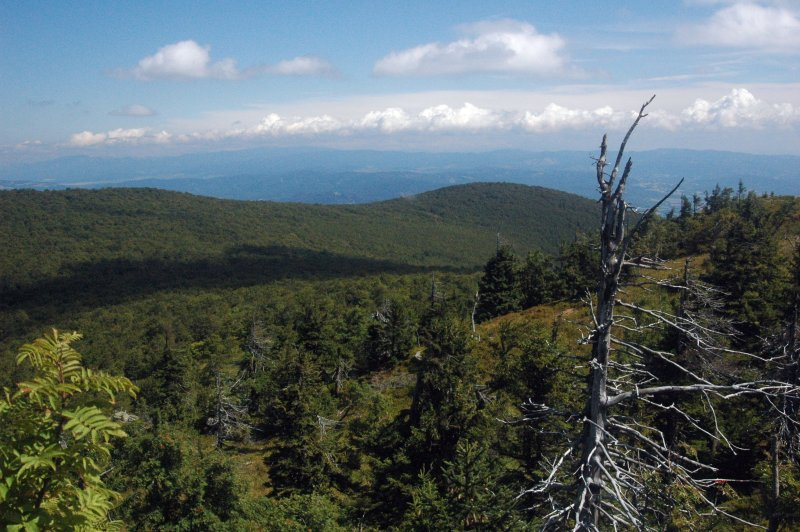
Vue depuis le Vtáčnik

- Vtáčnik (1 346 m)
- Malá Homôľka (1 298 m)
- Kláštorská skala (1 279 m)
- Veľká Homôľka (1 274 m)
- Zraz (1 233 m)
- Hrebienky (1 187 m)
- Jarabá skala (1 169 m)
- Tri chotáre (1 144 m)
- Biely kameň (1 135 m)
- Magurka (1 129 m)
- Orlí kameň (1 126 m)
- Kuní vrch (1 112 m)
- Rúbaný vrch (1 097 m)
- Balatom (1 086 m)
- Plešina (1 061 m)
- Buchlov (1 040 m)
- Brána (1 036 m)
- Tatra (1 015 m)
- Veľký Grič (971 m)
- Banisko (969 m)
- Čierny vrch (942 m)
- Markov vrch (937 m)
- Veľká Kršla (913 m)
- Jaseňová skala (912 m)
- Suchá hora (879 m)
- Malý Grič (876 m)
- Ostrovica (855 m)
- Žiar (845 m)
- Žarnov (840 m)
- Veľká skala (820 m)